# Indiska oceanspelen
Indiska oceanspelen (engelska: Indian Ocean Island Games, franska: Jeux des îles de l'océan Indien, ofta bara jeux des îles, 'öspelen') är ett multisportevenemang likt OS (men i mindre skala) och omfattar områden i Indiska oceanen. Första upplagan hölls 1979, sedan 2003 hålls det vart fjärde år. 
Två områden har arrangerat spelen tre gånger, Réunion (1979, 1998, 2015) och Mauritius (1985, 2003, 2019)

## Nationer
- Komorerna
- Madagaskar
- Maldiverna
- Mauritius
- Mayotte
- Réunion
- Seychellerna

## Tävlingar
| År   | Värdnation               | Datum        |
| ---- | ------------------------ | ------------ |
| 1979 | Saint-Denis, Réunion     |              |
| 1985 | Curepipe, Mauritius      |              |
| 1990 | Antananarivo, Madagaskar |              |
| 1993 | Victoria, Seychellerna   |              |
| 1998 | Saint-Denis, Réunion     |              |
| 2003 | Moka, Mauritius          |              |
| 2007 | Antananarivo, Madagaskar | 9–19 augusti |
| 2011 | Victoria, Seychellerna   | 5–14 augusti |
| 2015 | Saint-Denis, Réunion     | 1–8 augusti  |
| 2019 | Port Louis, Mauritius    | 19–28 juli   |
| 2023 |                          |              |

## Sporter
- Badminton
- Basket
- Bordtennis
- Boule
- Boxning
- Brottning
- Cykling
- Fotboll
- Friidrott
- Handboll
- Judo
- Karate
- Rugby
- Segling
- Simning
- Taekwondo
- Tennis
- Tyngdlyftning
- Volleyboll

## Medaljtabell
| Nr | Nation       | Guld | Silver | Brons | Totalt |
| -- | ------------ | ---- | ------ | ----- | ------ |
| 1  | Mauritius    | 584  | 534    | 461   | 1579   |
| 2  | Madagaskar   | 405  | 462    | 504   | 1371   |
| 3  | Réunion      | 353  | 339    | 371   | 1063   |
| 4  | Seychellerna | 214  | 201    | 240   | 655    |
| 5  | Maldiverna   | 5    | 11     | 21    | 37     |
| 6  | Mayotte      | 4    | 11     | 48    | 63     |
| 7  | Komorerna    | 2    | 8      | 9     | 19     |

## Anmärkningslista
1. 1 2  Under spelen 2003 tävlade Réunion och Mayotte tillsammans som "Franska Indiska Oceanen", medaljerna tillskrivs dock Réunion.